# Yekaterina Samutsévich
Yekaterina Stanislavovna Samutsévich (en ruso: Екатерина Станиславовна Самуцевич), también conocida como Katya, (Moscú, 9 de agosto de 1982) es una músico y activista política rusa. Miembro del anti-putinista grupo de punk rock Pussy Riot. 
El 17 de agosto de 2012, fue declarada culpable de vandalismo motivado por odio religioso por una actuación en la Catedral de Moscú de Cristo Salvador y condenada a dos años de prisión. Ha sido reconocida como presa política por la Unión de Solidaridad con los Presos Políticos. Amnistía Internacional la nombró presa de conciencia, debido a "la gravedad de la respuesta de las autoridades rusas".
El 10 de octubre de 2012, un juez de apelación de Moscú suspendió la sentencia tras admitir el argumento de su abogado de que los guardias de la catedral la habían detenido antes de que pudiera sacar su guitarra de la funda. En los años posteriores a su liberación, Samutsevich desapareció de la escena pública y mantuvo un perfil bajo cambiando regularmente su dirección de correo electrónico y su número de teléfono.

## Trayectoria
Samutsevich estudió primero informática en el Instituto de Ingeniería Eléctrica de Moscú y trabajó en un centro de investigación como programadora informática, antes de dejarlo para estudiar arte multimedia en la Escuela de Fotografía y Multimedia Rodchenko, donde se graduó como primera de su clase. Durante dos años trabajó para un contratista de Defensa en un proyecto secreto, para desarrollar el software del submarino de ataque nuclear K-152 Nerpa. Después, trabajó como programadora independiente. Se interesa por los temas LGBT. A las sesiones del tribunal asistió su padre, Stanislav Samutsevich con quien vivía antes de su detención, que declaró sentirse "orgulloso de lo firme y preparada que está para afrontar el castigo antes que traicionar sus creencias". Es miembro del colectivo Voina desde 2007. En 2010, formó parte del grupo activista de Voina que intentó soltar cucarachas vivas en el Palacio de Justicia de Tagansky. Hay discusión acerca de hasta qué punto tuvo éxito esta acción. Posteriormente fue procesada por su participación en la "oración punk" de Pussy Riot. También participó en una serie de acciones, la Operación Kiss Garbage, desde enero hasta marzo de 2011. Este proyecto consistía en que los miembros femeninos besaran a las mujeres policías en las estaciones de metro de Moscú y en las calles. Se trataba principalmente de una protesta contra el gobierno, pero también era controvertida porque los "besos de emboscada" no consentidos podían considerarse agresión sexual.